# Rob Wiethoff
Robert Allen Wiethoff (Seymour (Indiana), 15 september 1976) is een Amerikaans acteur en stemacteur. Hij speelde John Marston in de computerspellen Red Dead Redemption (2010) en het vervolg Red Dead Redemption 2 (2018).

## Biografie
Wiethoff studeerde aan Indiana University. Hij deed in 2008 auditie voor een computerspel van Rockstar Games. Uiteindelijk kreeg hij de rol, en begon met motion capture voor John Marston in januari 2009. Voor zijn rol Red Dead Redemption in 2010 kreeg hij een aantal prijzen. Wiethoff stopte met acteren in 2013, maar hij kwam nog wel terug voor de prequel van Red Dead Redemption, Red Dead Redemption 2, in 2014-2018.
Wiethoff woont met zijn vrouw en twee kinderen in zijn geboorteplaats Seymour.

## Filmografie

### Computerspellen
| Jaar | Titel                 | Rol          |
| ---- | --------------------- | ------------ |
| 2010 | Red Dead Redemption   | John Marston |
| 2010 | Undead Nightmare      | John Marston |
| 2013 | Codename Cygnus       | Lazarus      |
| 2018 | Red Dead Redemption 2 | John Marston |

### Films
| Jaar | Titel                                        | Rol                  |
| ---- | -------------------------------------------- | -------------------- |
| 2006 | 16 Blocks                                    | Gerechtsambtenaar    |
| 2009 | The Outside                                  | Turk                 |
| 2010 | Red Dead Redemption: The Man from Blackwater | John Marston         |
| 2011 | Double Tap                                   | Detective Fitzgerald |

### Televisie
| Jaar | Titel                | Rol      |
| ---- | -------------------- | -------- |
| 2019 | The Grindhouse Radio | Zichzelf |